# Uilpata
Lo Uilpata (in russo Уилпата?; lingua osseta: Елбаттæ o Уелбаттæ) è una delle principali vette del Gran Caucaso, si trova in Ossezia Settentrionale-Alania, in Russia. 
È situato nella parte sud-occidentale della catena montuosa Cejskij e domina il centro dell'altopiano Karaugom. La sua altezza è di 4649 m.